# Claudio José Casas
Claudio José Casas Gallego (Teruel, 26 februari 1982) is een Spaans wielrenner. Anno 2015 is hij gitarist van de Spaanse alternative metal-band Darknoise.

## Carrière
Vanwege tegenvallende resultaten werd eind 2008 zijn contract bij Andalucía niet verlengd. Zijn beste resultaat was een negentiende plek in de door Reinier Honig gewonnen Circuito de Getxo in 2008.

## Ploegen
- 2006- Comunidad Valenciana
- 2007- Andalucía-CajaSur
- 2008- Andalucía-CajaSur
- 2009- Contentpolis-Ampo